# Christian Friedrich Bolley
Christian Friedrich Bolley (* 21. September 1763 in Neuenbürg; † 20. Februar 1824 in Göppingen) war ein württembergischer Oberamtmann.

## Leben und Beruf
Christian Friedrich Bolley war der Sohn des Stadtschreibers von Neuenbürg. Er besuchte von 1784 bis 1788 die Hohe Karlsschule in Stuttgart und studierte dort Jura. 1788 wurde er Kanzleiadvokat und Hofrat. 1798 ging er als Klosterhofmeister mit dem Titel Oberamtmann nach Lichtenstern. Von 1803 bis 1807 leitete er als Oberamtmann das Oberamt Heidenheim, 1807 kurzzeitig das Oberamt Rottweil, von 1807 bis 1810 das Oberamt Welzheim, von 1810 bis 1819 das Oberamt Maulbronn und von 1819 bis 1823 das Oberamt Göppingen. Er wurde im April 1823 ganz schnell in Folge eines mit dem König gehabten Wortwechsels in den Ruhestand versetzt und starb im folgenden Februar.